# Colégio Nossa Senhora do Bom Conselho
O Colégio Nossa Senhora do Bom Conselho é uma tradicional escola particular de Porto Alegre, localizada na Rua Ramiro Barcelos, no bairro Independência. Fundado em 21 de junho de 1905 pelas Irmãs Franciscanas da Penitência e Caridade Cristã, atualmente é mantido pela Associação de Educação Franciscana da Penitência e Caridade Cristã (AEFRAN-PCC).

## História
Desde 1900, três irmãs franciscanas provindas do Colégio Nossa Senhora dos Anjos - localizado na então Rua do Rosário, atualmente Rua Vigário José Inácio, no centro da capital gaúcha - dirigiam-se à região do Moinhos de Vento para dar aulas às gurias do bairro. A "Escolinha do Bairro Moinhos de Vento", como era conhecida, começou a funcionar numa casa alugada.
Com o tempo, a casa tornou-se insuficiente para abrigar o crescente número de alunas. Por esse motivo, em 1903, a Superiora Geral, Madre Ludmila Birckmann, comprou um terreno em localização privilegiada (parte do terreno ocupado atualmente pelo colégio), e autorizou a construção de uma casa nova - para as alunas e para a moradia das irmãs, que assim não precisariam viajar de bonde para um bairro tão distante do centro da cidade.
Dois anos depois, no início de junho de 1905, o novo estabelecimento recebeu as alunas: três classes de ensino em alemão e duas de ensino em português. No dia 20 do mesmo mês, foi constituída a nova comunidade religiosa, integrada por sete irmãs, sendo Irmã Hedwig Hack a superiora do grupo. O dia seguinte, 21 de junho de 1905, marcado pela celebração da primeira missa na capela provisória, é tido como a data de fundação do colégio.
Desde sua criação até o ano de 1960, o Colégio Bom Conselho foi um internato. Acolheu em suas dependências, como internas, centenas de alunas vindas de todas as regiões do Rio Grande do Sul e, inclusive, de outros estados brasileiros.

## Instalações
Atualmente, a área construída da escola é de aproximadamente 20.875 metros quadrados. Além das vastas instalações de educação infantil, ensino fundamental e ensino médio, possui laboratórios de física, de química e de biologia, parque de recreação e lazer, ginásio de esportes, laboratório de informática, biblioteca e serviço de assistência à saúde. Ademais, além de seus jardins, o colégio abriga 85 árvores em seu interior.
Somando-se a isso, o Colégio Bom Conselho providencia em suas instalações:
- escola de futsal, vôlei e basquete[4]
- escola de inglês[5]
- escola de ginástica[6]
- escola de música[7]
- escola de judô[8]
- escola de teatro[9]
- escola de patinação[10]
- escola de dança[11]
- academia[12]

## Grêmio Estudantil Cebecence
O Grêmio Estudantil Cebecence (GEC) é a congregação que representa os interesses dos alunos do Colégio Bom Conselho, promovendo, incentivando e oportunizando a integração entre os estudantes, bem como estimulando nos alunos o interesse pela sua formação e pelo exercício da cidadania. A cada ano, é promovida uma votação para se eleger os integrantes do GEC, que dividem-se em chapas para as eleições.